# Cape Blanche Conservation Park
Cape Blanche Conservation Park är en park i Australien. Den ligger i kommunen Streaky Bay och delstaten South Australia, omkring 460 kilometer nordväst om delstatshuvudstaden Adelaide. Cape Blanche Conservation Park ligger 85 meter över havet.
Trakten är glest befolkad. Närmaste större samhälle är Sceale Bay, nära Cape Blanche Conservation Park. 
Trakten runt Cape Blanche Conservation Park består i huvudsak av gräsmarker. Genomsnittlig årsnederbörd är 469 millimeter. Den regnigaste månaden är juni, med i genomsnitt 105 mm nederbörd, och den torraste är december, med 9 mm nederbörd.